# The Will to Live
The Will to Live – album studyjny amerykańskiego muzyka Bena Harpera wydany w 1997 roku.

## Lista utworów
1. Faded – 4:58
2. Homeless Child – 3:51
3. Number Three – 1:43
4. Roses From My Friends – 6:23
5. Jah Work – 4:54
6. I Want to Be Ready – 4:02
7. The Will to Live – 4:57
8. Ashes – 3:52
9. Widow of a Living Man – 4:10
10. Glory & Consequence – 5:40
11. Mama's Trippin' – 3:54
12. I Shall Not Walk Alone – 5:13